# Oksana Szweć
Oksana Szweć (ukr. Оксана Олександрівна Швець; ur. 10 lutego 1955 w Kijowie, zm. 17 marca 2022 tamże) – ukraińska aktorka teatralna i telewizyjna. 
Ukończyła Kijowski Narodowy Uniwersytet Teatru, Kina i Telewizji im. Iwana Karpenki-Karego. Wystąpiła m.in. w produkcjach Jutro będzie jutro, Tajemnica św. Patryka, Powrót Mukhtara i w serialach Nasliedniki i Dom z liliami. Odznaczona państwowym odznaczeniem „Zasłużony artysta Ukrainy”.
Zginęła 17 marca 2022 roku w Kijowie podczas rosyjskiej inwazji na Ukrainę w wyniku rosyjskiego ostrzału celów cywilnych.

## Role filmowe
- 1976: Nasloedniki
- 2003: Powrót Mukhtara jako Kupcowa
- 2006: Tajemnica św. Patryka
- 2013: Dom z liliami jako dyrektorka sierocińca